# L 97-12
L 97-12 is een witte dwerg met een spectraalklasse van DC8. De ster bevindt zich 26,64 lichtjaar van de zon.